# Erich Aberle
Erich Aberle (* 11. Januar 1922 in Mährisch-Ostrau; † 20. Oktober 2002 in Thun) war ein deutscher Schauspieler und Hörspielsprecher.

## Leben
Erich Aberle besuchte das humanistische Gymnasium in seiner Geburtsstadt und ließ sich danach von 1940 bis 1942 an der Staatsakademie Wien zum Schauspieler ausbilden. Nach Kriegsende erhielt er ein erstes Engagement, das ihn von 1945 bis 1947 an das Landestheater Innsbruck führte. 1947 wechselte Aberle an das Stadttheater Bern. Dort war er unter anderem in den Schiller-Stücken Don Karlos und Wilhelm Tell als Titelfigur zu sehen, in Schillers Kabale und Liebe spielte er den Ferdinand. Titelrollen spielte er ebenfalls in William Shakespeares Dramen Romeo und Julia und Macbeth. Daneben sah man Aberle auch in musikalischen Stücken, so in der Uraufführung von Emmerich Kálmáns Operette Arizona Lady und als Fred Graham in Kiss Me, Kate von Cole Porter. Weitere Festverträge hatte er von 1959 bis 1966 am Schauspielhaus Bochum und von 1972 bis 1974 am Württembergischen Staatstheater Stuttgart. Von 1967 bis 1972 und erneut von 1974 bis 1989 war Aberle Ensemblemitglied des Wiener Burgtheaters. Hier spielte er neben anderen Rollen den Brabantio in Shakespeares Othello unter der Regie von Fritz Kortner und die Figuren Engstrand und Krogstadt in Gespenster bzw. Nora oder Ein Puppenheim von Henrik Ibsen. Gastweise stand Aberle auf den Bühnen des Stadttheaters Basel und des Schauspielhauses Zürich. 1983 verkörperte Aberle bei den Stockerauer Festspielen den Sir John Falstaff in Shakespeares Komödie Die lustigen Weiber von Windsor. Seine letzte Rolle hatte er 1991 am Stadttheater Bern in dem Stück Totentanz von Emil Wächter, danach beendete er seine Bühnenlaufbahn.
Seit Beginn der 1960er-Jahre war Erich Aberle auch gelegentlich auf dem Bildschirm zu sehen. Während seiner Wiener und seiner Stuttgarter Theaterzeit wirkte er darüber hinaus in einer Reihe von Hörspielproduktionen des Süddeutschen Rundfunks und des ORF mit.

## Filmografie
- 1962: Woyzeck
- 1963: Der Klassenaufsatz
- 1964: Troilus und Cressida
- 1966: Ein Schloß
- 1967: Die Mohrin
- 1969: Michael Kohlhaas – der Rebell
- 1969: Frei bis zum nächsten Mal
- 1973: Ein junger Mann aus dem Innviertel
- 1975: Nouvelles de Henry James – Les raisons de Georgina
- 1976: Jakob der Letzte
- 1976: Die Wildente
- 1979: Der Schatten
- 1988: Wiener Walzer

## Hörspiele (Auswahl)
- 1961: Wo der Hund begraben liegt – Autor: Franz Wacker – Regie: Peter Hamel
- 1967: Der menschenfreundliche Mörder – Autor: Vercors – Regie: Klaus Gmeiner
- 1969: Risse in der Wand – Autor: E. W. Florian – Regie: Erich Auer
- 1969: Auf zwei Planeten – Autor: Kurd Lasswitz – Regie: Hans Krendlesberger
- 1970: Der Abstecher – Autor: Martin Walser – Regie: Klaus Gmeiner
- 1973: Die Umschulung – Autor: Hermann Moers – Regie: Fritz Schröder-Jahn
- 1973: Menschenjagd – Autor: Ivan Noë – Regie: Otto Düben und Günter Guben
- 1973: Das Faß – Autor: Michael Judge – Regie: Klaus Mehrländer
- 1973: Mord in Monkstead – Autor: Rodney David Wingfield – Regie: nicht genannt
- 1973: Mord im Morgengrauen – Autor: Charles Cohen – Regie: Heiner Schmidt und Günter Guben
- 1974: Die Polizeiwache – Autor: John McGahem – Regie: Hans Dieter Schwarze
- 1975: König Richard II – Autor: William Shakespeare – Regie: Hans Hausmann
- 1978: Die Amsel – Autor: Robert Musil – Regie: Hermann Keckeis
- 1979: Das Satansspiel vom göttlichen Marquis – Autor: Alert Drach – Regie: Peter Weihs
- 1982: Der Büßer – Autor: Rudolf Henz – Regie: Hans Krendlesberger
- 1984: Onkel Marojes Dukaten – Autor: Marin Držić – Regie: Fritz Zecha

## Auszeichnungen
- Silbernes Ehrenzeichen für Verdienste um die Republik Österreich